# أنا لك على طول (أغنية)
أنا لك على طول أغنية من ألحان [محمد عبد الوهاب ]و كلمات [مأمون الشناوي]. الأغنية من مقام (العجم)، وصدرت في 8 سبتمبر 1955 ضمن فيلم «أيام وليالي» للمخرج هنري بركات وغناها [عبد الحليم حافظ].
سجل عبد الحليم الأغنية بمصاحبة الفرقة الماسية بقيادة أحمد فؤاد حسن، وتوزيع الموسيقار فؤاد الظاهري، تميزت الموسيقى بعزف منفرد للقانون والجيتار والبيانو. طبعت الأغنية على اسطوانات شركة «كايروفون» في لبنان لتطرح في الأسواق، واداها عبد الحليم في حفل أضواء المدينة 30 أكتوبر 1958 بدار الأوبرا المصرية بتوزيع بيانو بدلا من القانون.

## الأغنية في الفيلم
ظهرت أغنية «أنا لك على طول» لأول مرة في فيلم «أيام وليالي» عام 1955. كان عبد الحليم في السادسة والعشرين من عمره، كما كان في قمة نشاطه السينمائي، حيث قام ببطولة أربعة أفلام في ذلك العام وغني في فيلم خامس هو «فجر» في ذات العام. يقوم عبد الحليم حافظ في الفيلم بدور الشاب الجامعي «يحيى» الذي يتعرف على الشابة «سامية» (تقوم بالدور الممثلة المصرية إيمان)، ولكي ينال حبها يحضر إلى مكان سكنها مع فرقته الموسيقية على مركب نيلية حيث تسمع عزف جيتاراتهم وغناء أغنيته «أنا لك على طول».
كان فيلم «أيام وليالي» هو ثالث فيلم للممثلة المصرية إيمان، التي عرفها الجمهور بحبيبة عبد الحليم، حيث غنى لها في الفيلم «عشانك يا قمر» و«أنا لك على طول خليك ليا».

## نسخ أخرى من الأغنية
قامت المغنية جنات (مواليد 1986، مغربية تحمل الجنسية المصرية) بمزج أغنية «أنا لك على طول» في تسجيل حديث بصوتها مع أضافة تسجيل للأغنية القديمة بصوت عبد الحليم حافظ. كانت قد تقدمت المغنية الأمريكية ناتالي كول عام 1991 بتجربة مماثلة عندما قدمت أغنية والدها المغني الأسود الأمريكي نات كينغ كول «لا ينسى» التي حققت نجاح كبير، بعد أن دعت مهندس الصوت «آل شميت» ليقوم بهذا التحدي، حيث مزج بين غناء المغنية الابنة عام 1991 وبين غناء المغني الأب عام 1951، لتظهر نسخة جديدة وتدفع بالبوم الابنة ليحقق جوائز الجرامي والاسطوانة البلاتينية.
قدم المغني محمد الشرنوبي «أنا لك على طول» في الدورة 29 لمهرجان الموسيقى العربية، بحفل على مسرح النافورة بدار الأوبرا المصرية.
قدم الأغنية أيضا المغني المصري الشاب أحمد جمال  مطرب مصرى  الذي ذاع صيته منذ اشتراكه في برنامج اكتشاف المواهب أراب آيدل على قناة ام بي سي1، قدمها على مسرح دار الأوبرا يوليو 2018، ونشرت على موقعه قائلا: «انا لك على طول بصوت احمد جمال، مسك ختام الحفلة».
الموسيقار الأردني الأستاذ الدكتور أيمن تيسير غنى أغنية «أنا لك على طول» مسرح مركز الحسين الثقافي بعمّان، في أمسية «روائع حليم الاوركسترالية»، وصاحبه عزف منفرد للقانون بدلا من الجيتار في الاغنية، كما ظهر توزيع لآلة البيانو بدلا من الهارب في التوزيع الاصلي. وصفق الجمهور بحماس لهذه الاغنية وتم إعادة مقطع منها بمشاركة الجمهور.
أفتتح تامر حسني وصلته الغنائية بأغنية «أنا لك على طول» في حفل ليالي التليفزيون في مايو 2017، وضمنها في ألبومه «رحلة صعود».
قدم الأغنية أيضا شيرين عبد الوهاب  وانوشكا  ومروان خوري  وخالد سليم  ومدحت صالح.
قدم الموسيقار اللبناني أندريه الحاج موسيقى أغنية «أنا لك على طول»، في حفل بمشاركة الفنانة سمية بعلبكي، 27 يونيو 2019، بمسرح بيار أبو خاطر في جامعة القديس يوسف. كان  الحفل تحت عنوان «حليم في الذاكرة» وتضمن عددًا من أعمال الفنان الراحل عبد الحليم حافظ.

## كلمات الأغنية
انا لك على طول خليك ليا
خد عين منى وطل عليا
وخد الاتنين واسال فيا
من أول يوم راح منى النوم
ابعتلى سلام قول اى كلام
مــن قلبك أو من ورا قلبك
مش يبقى حرام اسهر وتنام
وتفوتني اقاسي نار حبك
النيل والليل والشوق والميل
بعتولى وجيت اسال عنك
اشتقت اليك وحشتنى عينيك
مش عارف اهرب فين منك

## وصلات خارجية
- أنا لك على طول (أغنية) على يوتيوب
- أنا لك على طول (أغنية) على يوتيوب
- أنا لك على طول (أغنية) على يوتيوب
- أنا لك على طول (أغنية) على يوتيوب